# Білогриве (заповідне урочище)
Білогриве — заповідне урочище. Розташоване у межах Кролевецького району Сумської області, біля села Білогриве.
Площею 17,6 га. Засноване у 1984 році. 
Створене з метою збереження сосново-убового деревостану природного та штучного походження віком близько 100-170 років. Місце зростання типових та рідкісних видів рослин, занесених до Червоної книги України (коручка чемерникоподібна, лілія лісова). Осередок збереження та відтворення мисливської фауни.